# Panny z Wilka
Panny z Wilka – opowiadanie Jarosława Iwaszkiewicza wydane w 1933 w Warszawie przez wydawnictwo „Gebethner i Wolff” (w jednym wolumenie z opowiadaniem Brzezina), jeden z najwybitniejszych utworów prozatorskich Iwaszkiewicza. W 1979 roku w koprodukcji polsko-francuskiej opowiadanie zekranizował Andrzej Wajda, a jego film, również zatytułowany Panny z Wilka, został nominowany do Oskara.

## Treść
Akcja opowiadania rozgrywa się pod koniec lat 20 XX wieku. Trzydziestosiedmioletni Wiktor Ruben, uczestnik I wojny światowej, ze względów zdrowotnych przerywa swoje codzienne zajęcia i udaje się na wieś w celu rekonwalescencji. W drodze do swojego wuja zatrzymuje się w majątku Wilko, gdzie przed Wielką Wojną spędzał wakacje i romansował z rezydującymi tu pannami. Jego przyjazd powoduje odżycie wspomnień.
Otoczony przez grupę kobiet, wśród rozmów i zwykłych zajęć wiejskich, zaczyna snuć refleksję nad skutecznością jakiegokolwiek działania i sensu ludzkich wysiłków i buntu przeciwko nieuniknionemu losowi, prawu przypadku oraz przemijaniu. Zaczyna krystalizować się w nim specyficzna filozofia życia, której treścią egzystencji jest samo trwanie i doświadczenie możliwie wszystkiego, co człowiek może doświadczyć.